# Kasteel van Franc-Waret

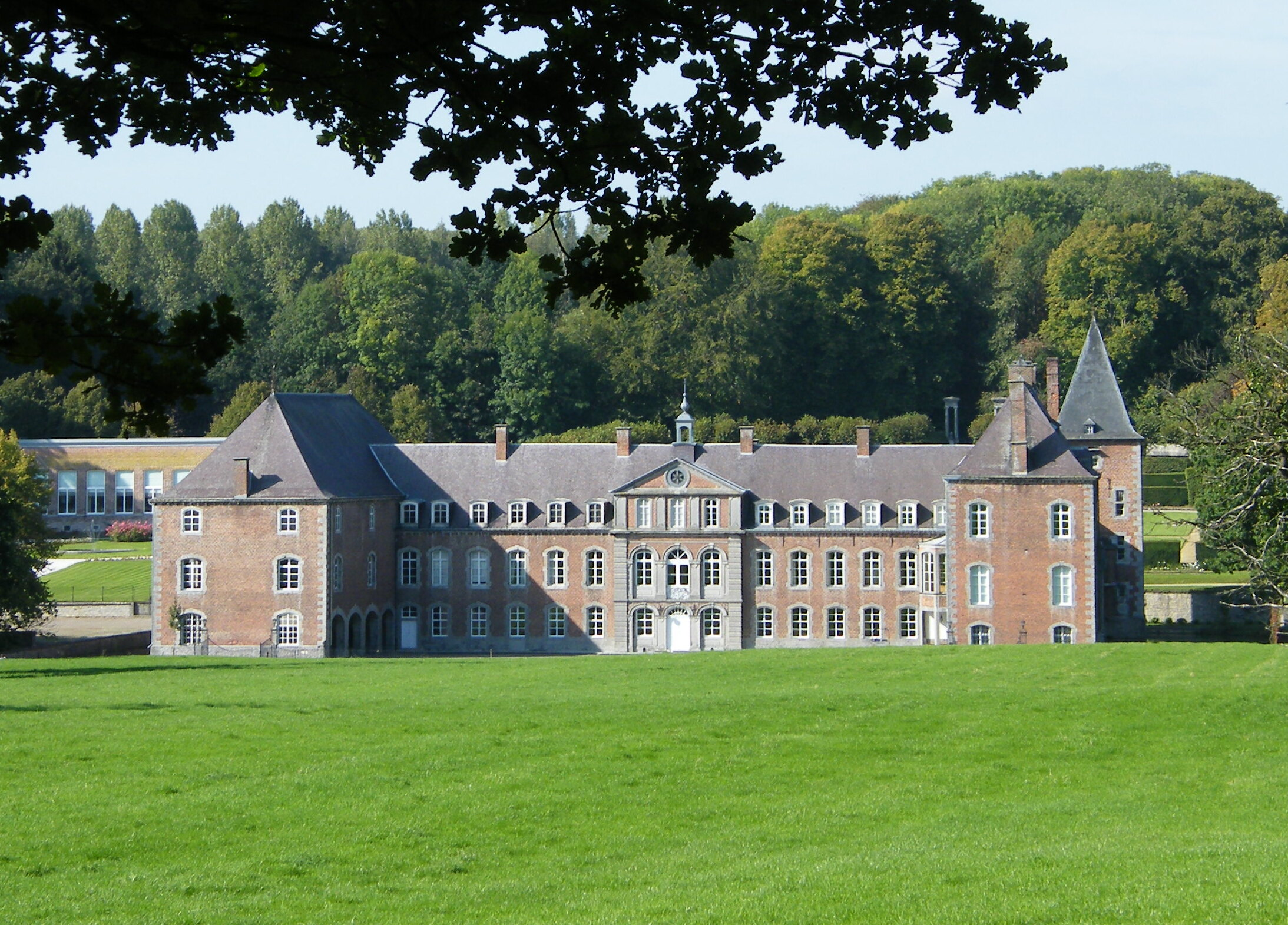
Kasteel in golvend terrein

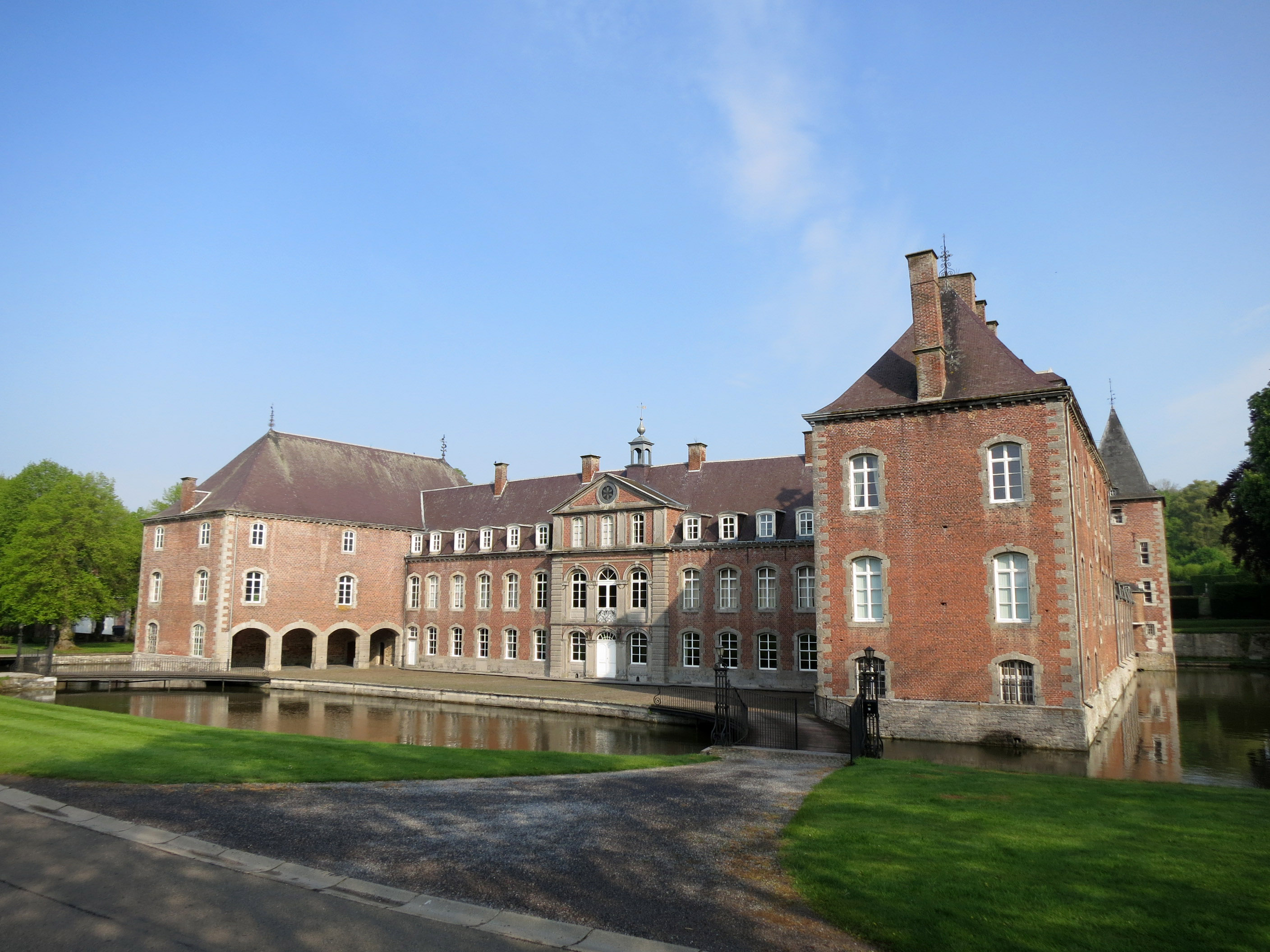
Classicistische vleugels aan de zuidkant

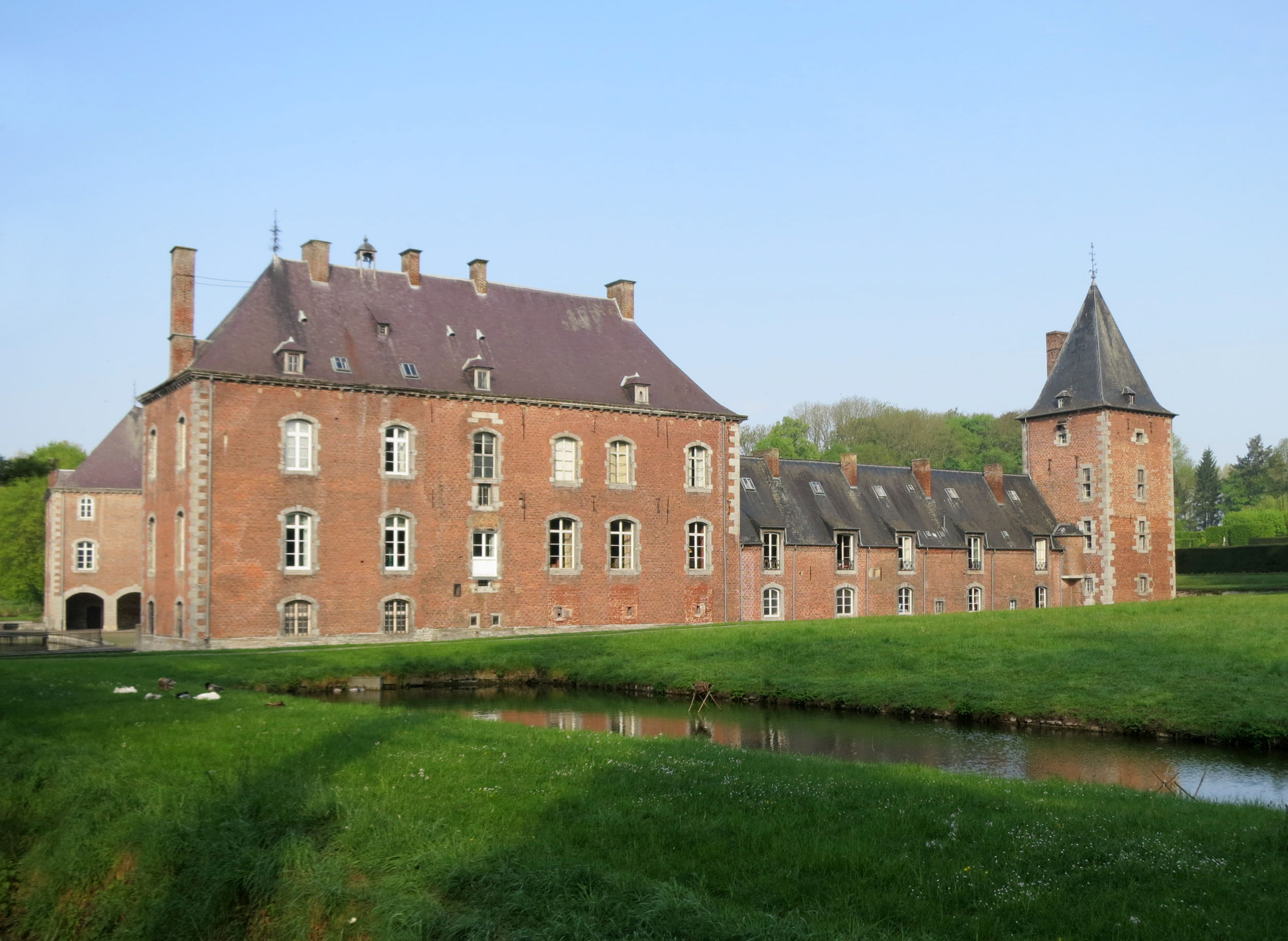
Oostzijde met de 16e-eeuwse hoektoren

Het kasteel van Franc-Waret is een beschermd monument in het Belgische dorp Franc-Waret, behorend tot de gemeente Fernelmont in de provincie Namen. Het 
ligt in een golvende omgeving, nabij de dorpskern en de Saint-Remikerk.

## Geschiedenis
Franc-Waret was een heerlijkheid waarvan de eerste schriftelijke sporen teruggaan tot de 13e eeuw. In 1591 kwam het domein in het bezit van de familie Groesbeeck door het huwelijk van Hélène d'Yve met baron Jean de Groesbeeck. Het werd kort nadien afgebeeld in de Albums van Croÿ als een vierhoekig kasteel met verschillende hoektorens. Vanwege de defensieve functie was het alleen toegankelijk via een ophaalbrug, maar het diende tegelijk als landbouwexploitatie.
Graaf Alexandre-François de Groesbeeck liet het kasteel in 1750-1755 sterk uitbreiden door de architect Jean-Baptiste Chermanne. In de 19e eeuw werd vooral de binnenkoer nog aangepast.

## Beschrijving
De vleugels van het kasteel vormen een soort Д-vorm, met in het noorden de 15e-eeuwse kasteelhoeve en in het zuiden de U-vormige uitbreiding van Chermanne. Het geheel is door grachten omgeven. Ten westen daarvan ligt de vroegere orangerie en paardenstal. Vooraan is er een Engelse tuin en achteraan een Franse tuin.
De U-vormige zuidvleugels van Chermanne zijn classicistisch met invloeden van de Lodewijk XV-stijl. Ze zijn opgetrokken uit rode baksteen afgewisseld met blauwe hardsteen, vooral in de lijsten en in de gevelvoorsprong. Deze wordt bekroond door een fronton met een oculus. De daken zijn bedekt met leisteen uit Fumay en dragen een houten dakruiter.
Binnen geeft een monumentale trap in régencestijl toegang tot de bel-étage, waarvan de salons gedecoreerd zijn met stucwerk en lambriseringen. Naast familieportretten bestaat het kunstpatrimonium vooral uit een 17e-eeuwse repliek van de Jachten van Maximiliaan, geweven in de ateliers van Leyniers. Het gaat om de zesdelige hertenjacht waartoe David Teniers II de reeks terugbracht.
Aan de noordkant ligt het neerhof, dat de oudste kern van het kasteel vormt. De ronde hoektoren is verbouwd in 1750, maar de vierkante hoektoren heeft zijn oorspronkelijke aanzien grotendeels bewaard.

## Voetnoten
1. ↑  Odile De Bruyn, "Le Parc du château de Franc-Warêt" in: Coup d'oeil sur les jardins de Wallonie, Mardaga, 2007, p. 201
2. ↑  Village de Franc-Waret, website gemeente Fernelmont (bezocht 13 juli 2025)